# 政府
政府（せいふ、英: Government、独: Regierung ）とは、国家における統治機構の総称である。一般的に、日本においては内閣および内閣の統轄する官僚から構成される行政機関を指す。ただし、政府と呼称するときに広義では、議会や裁判所などの各統治機関すべてを含める。また、メディアなどで単に政府と呼ぶ時には内閣及びその直下の機関のみを指し、いわゆる省庁を含まない用例もみられる。加えて外国政府を指す場合は当該国首脳の直轄機関のみを指す場合が多い。(例　ホワイトハウスや青瓦台など)

## 用法・定義・語源
広辞苑では「英米系の国家では、立法・司法・行政の総称だが、ドイツ系の国家や日本では、内閣とその下の行政機構を指す」と簡潔に解説されている。
広義においては、立法・司法・行政の各機関すべてを含む国家の統治機構全体を指す。これに対して狭義には、行政をつかさどる内閣と内閣の統轄する行政機関から構成される行政府を意味する。（ドイツ系の制度を採用し、内閣制を採る国家の場合に）最狭義には、内閣と同義と解釈される。
つまりアメリカやイギリスなどの英米法系の国家においては広義の意味で、ドイツや日本などの大陸法系の国家においては狭義の意味で、それぞれ用いられる語である。
語源など
英語のgovernmentは、究極的にはプラトンが「国家の船」という隠喩的な表現にて証明した、ギリシャ語の動詞 κυβερνάω [kubernáo] （「舵をとる」の意）に由来する。同じ英語のgovernmentであっても、イギリスでは一般に行政府を指して呼ぶのに対し、アメリカでは立法・行政・司法の三権を分立させた憲法に基づいて連邦政府が成立した経緯から、行政部のみならず立法部と司法部も含めてそう呼ばれるなど、語の用法がやや異なる。
漢語の「政府」は、『宋史』の欧陽脩伝に見える「在其政府、与韓琦同心輔政。（其の政府に在りて、韓琦と心を同じくして政を輔く。）」が出典とされる。
日本語においては朝廷や幕府と比べ近年から利用された語と考えられ、小学館精選版日本国語大辞典は「政府」の初出例として伴蒿蹊の1806年の閑田次筆から「政府の司天台に蛮制のものを蔵めらるるといへども」を挙げる。

## 分類・種類
数ある分類法の中でも、中央政府/地方政府といった分類や単独政府/多数党政府などといった分類は比較的容易であるが、共和制・立憲民主制...などといった政治体制に焦点を当てた分類は様々な困難が伴う。
その困難を下の節で説明し、その後に#代表的な政府の形態と分類の節で比較的単純に分類できる分類法を説明する。

### 政治体制に焦点をあてた分類にまつわる困難
政治学では、政体（国家の政治形態）の類型や分類をつくることは長きにわたり目標でありつづけた。というのも、政治システムの類型というのは明快なものではなかったからである。政治学の中でも、特に比較政治学や国際関係論の分野で重要である。
表面的には、政府の形態がどのようなものか分類することは容易であるかのように見える。どんな政府であっても一応は、外部に対して謳っている“公式の形態”というのはあるからである。例えば、「アメリカ合衆国は連邦共和制国家で、かつてのソビエト連邦は社会主義共和制国家である」などと言ってしまうことはできるわけである。しかし、政府自体が言っていることには客観性が無く、KopsteinやLichbachが指摘しているように、政体の定義を行うということは油断がならないことなのである。例えば、「選挙は民主主義の特徴だ」などとされることがあるが、旧ソ連で行われていた事実上の選挙は "自由かつ公正" ではなく、一党制の下に実施された。この例からもわかるように、実際的な分類をするならば、選挙が実施されていたとしても、それを根拠に「民主的な政府」と分類することはできないのである。
政府の形態を決定づけることの難しさは、そもそも政治体系の多くが社会経済的な運動を基としており、ある社会経済的運動を旗印として掲げる特定の政党によって、それらの運動が政府内に持ち込まれていることにもある。そして、社会経済的運動というのは、どれも政治的イデオロギーを含んでいる。それらの運動を推進する者が政権を取った場合や、政党が特定の形態の政府と緊密な関係を持つ場合は、それらの運動も含めて政府の形態とみなされることにも成り得る。
さらに理解を難しくしている背景にあるのは、政治的イデオロギーと関連する統治の形態に対して、一般的に見解が一致しない場合や、合理的で専門的な定義があっても故意に「歪曲または偏見」として捉えられる場合であり、これらは現代の政治学の本質のためである。例えば、アメリカ合衆国では「保守主義」を意味するところが、他の国や地域で使われる語義とは、その用法において、ほとんど共通しないことである。2011年にRibuffoが指摘したように、「いま、米国人が『保守主義』と呼んでいるものは、世界のほとんどの地域で自由主義または新自由主義と呼んでいるものに他ならない」のである。1950年代以降、アメリカ合衆国の保守主義は第一に共和党と結びついてきた。しかし、人種差別の時代には、南部の民主党員の多くは、むしろ保守的な人々であった。これらの人々は保守連合で重要な役割を演じ、1937年から1963年まで連邦議会を支配下に置いた。
世界の全ての国々は、次に挙げる少なくとも2つ（ないしそれ以上）の特質を合わせた統治機構により統治されている。（例えば、アメリカ合衆国は真の資本主義社会ではない。というのも、実際には政府は社会的サービスを市民に提供しているからである）加えて、政府の類型に対する人々の意見は様々である（例えば、アメリカ合衆国は民主国家というよりも金権国家である、という議論があり、米国は富により支配されていると信じる者もいる）。いかなる政府にも、常に（白黒のつかない）不確かさが存在する。最もリベラルな民主主義国家でさえ、対抗する政治活動をある一つの範囲または別のもう一つに制限する。一方で、最も専制的な独裁国家でさえ、幅広い支持基盤を組織するに違いない。したがって、各々の政府を分類・整理して細分化された区分に当てはめようとすることは困難を極める。

### 政府の弁証法的形態
古代ギリシアの哲学者プラトンは、対話篇の中で「国制の五分類」を提示した。これらは、アリストクラティア（優秀者支配制）、ティモクラティア（名誉支配制）、オリガルキア（寡頭制）、デモクラティア（民主制）、そしてテュランニス（僭主独裁制）である。プラトンはこれらの各国制に対して人を割り当て、これらが意味するところを例証した。例えば、専制的な人は僭主政治を代表するであろう。これらの5つの国制分類は、一番上のアリストクラティアから一番下のテュランニスへと降りるにつれて堕落していく。
『国家』の中で、プラトンはソクラテスと多くの時間を過ごし、彼がグラウコンやアデイマントスと共に創設した都市についての会話で述べた。対話はついに、4つの国制について考えるようになった。この4つは現実に存在し、連続して互いに堕落するに至る。すなわち、ティモクラティア、オリガルキア、デモクラティア、そしてテュランニスである。

## 代表的な政府の形態と分類

各国の政治体制。
共和制
大統領が議会から分離された大きな権限を持つ（大統領制）
大統領と議会が権限を持つ（半大統領制）
大統領が議会に依存した権限を持つ（議院内閣制）
儀礼的な大統領を持つ、または大統領を持たない（議院内閣制など）
憲法に規定された一党制（社会主義共和国など）
君主制
立憲君主制、君主は儀礼的で権限を持たない
立憲君主制だが、君主が一定の権限を持つ
絶対君主制、君主が大きな権限を持つ
その他
軍事政権など憲法が停止されている国
臨時政府など政治体制が不明確な国
無政府地域

政府は、様々な基準に基づいて分類される。

### 政治体制
政治体制は、基本的には民主主義と非民主主義とに二分される。20世紀に入ると非民主主義の中で全体主義が台頭するようになり、また1960年代に入るとホアン・リンスがやや自由度の高い非民主主義政体を権威主義とする概念を提唱して、非民主主義は全体主義と権威主義の2つに分類されるようになった。ただし全体主義に分類される政府は非常に少ないため、非民主主義と権威主義はほぼ同一視されている。権威主義体制はさらに、君主が実権を掌握し世襲によって権力を継承する絶対君主制、文民の強力な個人による独裁が行われる個人支配体制、ひとつの支配政党が実権を握る一党独裁制、そして軍部が政権を支配する軍事独裁の4つのタイプに分かれる。
また、君主が存在する政体を君主制、存在しない体制を共和制と呼ぶ。君主制はさらに、君主が絶対的な権力を持つ絶対君主制と、憲法によって権力を制限されたり、または政治的実権をほとんど持たない政体である立憲君主制とに分かれる。
このほか、クーデターや革命によって従来の政府が打倒された場合など、前政権が崩壊・消滅した場合には臨時政府（暫定政府）が設立され、権力の空白を防ぐことが常である。こうした暫定政府は選挙を行うことで正規の政府と交代し、合法性を回復する。また、戦争や内戦によって政府が消滅したあとで後継政府を樹立することに失敗した場合は無政府状態となる。例として、ソマリアでは1991年にモハメド・シアド・バーレ政権が崩壊した後、後継政権が成立せずに無政府状態に陥った。2005年にはケニアにおいてソマリア暫定連邦政府が樹立されたものの国内の支配権をほぼ喪失しており、2012年にハッサン・シェイク・モハムド政権が成立して統一政府が復活するまで、20年以上にわたって無政府状態が続いていた。

### 中央政府と地方政府

世界の国境および地方政府第一層の境界線

連邦(緑) と単一国家 (青)。
----
単一国家
連邦

国全体のことがらを扱う政府は中央政府と呼ばれ、国家内の一地域を扱う政府である地方政府を統括する。日本においては、日本政府が中央政府、地方公共団体が地方政府にあたる。国家は単一の中央政府を持つ単一国家といくつかの邦が集まって成立した連邦国家の2種類に分かれ、政府の権限と構成に違いがある。単一国家においては中央政府が主権を占有し、各地方政府に権限の一部を分与する形を取るのに対し、連邦国家においては基本的に連邦構成団体の政府が権限を持ち、中央政府に権限の一部を分与する形を取る。このため、連邦国家はその形態上多くの権限が地方政府である州に留保されており、中央政府である連邦政府の権限は相対的に小さなものとなっている。地方政府は各国それぞれにおいていくつかのレベルに分かれており、日本では都道府県と市町村の2層構造となっている。

### 民主政府の諸形態
民主主義国家における広義の「政府」の権力は立法・司法・行政の三権に分けられ、各権力間においてチェック・アンド・バランスを図ることで、集中と暴走を防ぐことが意図されている。一方、権威主義体制を取る国家においては三権分立は全くないかあっても形式的なものにとどまっており、ひとつの政治権力が三権すべてを掌握していることがほとんどである。
行政府としての「政府」に対して、立法府（議会）が有する権限の割合、すなわち権力分立の大小による種別としては、政府の長官と議会との関係によって、主に3つに区分される。内閣の存立に議会の信任を要するものは議院内閣制と呼ばれ、この場合政府の長官たる首相が民主的に選出された議会から選出され、同様に議会は首相を罷免することも可能である。立法府と行政府の権力が完全に分立し、有権者が直接政府の長官である大統領を選出して、議会が大統領を罷免することは特殊な場合を除きできないものは大統領制と呼ばれる。そして議院内閣制と大統領制の中間的位置にあるものは半大統領制と呼ばれ、この場合大統領は有権者から直接選出され、首相は議会から選出される。半大統領制では議会が大統領を罷免することはできないが、大統領が首相を罷免することは可能な国家と不可能な国家の2種類が存在する。この場合、もっとも権力分立的なものが大統領制であり、議会に権力が集中する議院内閣制は権力分立の度合いが少ない。
議院内閣制国家の行政府において、首相・閣僚等内閣に参与する議員の属する政党を政権与党と呼ぶ。政権は、単一の政権によって構成される場合と、いくつかの政党が連合を組んで連立政府を構成する場合とがある。また、政権は参与する与党と議員の数によっていくつかの形態に区分される。基本的に議会での優位には過半数が必要であるが、過半数を占めることができないまま政権を握る場合も存在し、これを少数党政府と呼ぶ。これに対し、過半数を占めた政党または政党連合によって成立した政権は多数党政府と呼ばれる。少数党政府は対立勢力が大連合を組んだ場合法案を成立させることが困難になるため、非常に不安定な存在である。また多数党政府においても、政権維持に必要な議席数を遙かに上回り政権維持に不要な議席を持つ政党まで参加している場合、与党間の足並みが乱れ脱落する政党が現れるため、これも不安定になりやすい。これに対し、過半数を占める単独政党の政権、または過半数を占めるために不要な議席を持つ政党が連立政権に参加していない場合、政権は安定を保ちやすくなるとされる。

## 政府の構成
民主制国家においては、有権者から選出された政治家が、専門性を持ち公務員として勤務する官僚に政策の形成や実施を委任する。この際、政治家は論点の提示や基準・手続きの明確化・法制化などさまざまな方法を用いて官僚の統制を図る。政治家による官僚の統制は、統制できない場合、過剰に統制をかけてしまう場合、官僚に十分委任を行わない場合のいずれにおいても政府の機能不全に至る。官僚の任命は政治家の自由任用による政治任用制と、試験による合格者を採用し昇進させていく資格任用制の2つの手段が存在する。政治任用制は政治家の意思を行政に反映させやすくなるが、猟官制に結びつきやすく、大規模に行われた場合は政治家と官僚の癒着や官僚の能力不足を生みやすい。先進国の多くでは政治任用制と資格任用制が併用されるが、その割合については幅がある。アメリカでは議員が行政府の職務に就くことができないため、行政府の上層は時の政権によって任命された政治任用者によって占められる。一方イギリスや日本では行政府のトップは基本的に与党の議員によって占められ、政治任用による外部人材の登用はアドバイザー的な役割に限定される。なおいずれの場合も、資格任用制による官僚はその下位者となる。
行政への政治的関与の増大と政治腐敗の増加、そして政府の有効性の低下には有意な相関があり、関与が少ないほど効率のよい清潔な政府となるとされる。行政機構は政治からの自律性が高いほど効率的となるとされる一方で、全く政治による統制が効かない場合も官僚による暴走が起こりうるため、適度の政治による掣肘は不可欠である。

## 政府の機能
政府は法や規則を策定するとともに、それを領域内において実施させる強制力を持ち、また社会の構成員に対しさまざまな公共サービスを提供する。
個人レベルで対応できない、いわゆる公共的な問題はしばしば政策問題とされ、公共政策として政府による対策が求められることが多い。そのため、おおまかな政策領域に対応する形で各省庁が設置され、施策を行っている。民主国家においては、問題が認識され社会からの要請が高まると、政府内の各省庁や部局により分析が行われ、法案が設計される。こうした法案は、日本においては大半は行政により作成されるものの、議員により作成され提出される議員立法も存在する。法案は立法府である国会によって審議され、可決されれば正式に成立して施行される。こうした政策は担当省庁によって政令や省令、各種通達・通知が発出されることで下位機関や現場に指示される。政府が政策を実行する手段としては、防衛・警察・病院・教育などのように公共財を供給するものから、法案などで直接規制をかけるもの、補助金の提供や政策融資・減税などにより民間の積極的関与を促すもの、同じく民間が動きやすくするための情報提供、逆に課税や罰金などで民間の動きを抑制・禁止するものなどさまざまな手段が存在し、これを各種取り混ぜることで政策目的の達成を目指す。

### 歴史
古代国家における政府は国王の下に世襲の貴族と家臣団が付く形のものが多かったが、政府の機能は軍事や外交、裁判、治水や街道整備などのわずかな分野に限定されていた。また中世ヨーロッパでは封建制のもとで国内に諸侯領が分立しており、中央政府の威令の届く範囲も小さなものに過ぎなかった。やがてヨーロッパで17世紀に絶対王政が確立すると常備軍や行政機構が拡大し政府の機能は拡大していったが、これを維持するための重税はフランス革命を引き起こし、変わって主流となった自由主義は政府の機能を制限する方向へと向かった。
19世紀には自由主義国家論による消極的な国家観が主流となっており、この国家間の下では政府の権能は国防や治安維持といった必要最小限のわずかな範囲にとどまることが望ましいとされ、政府の機能は非常に小さなものとなっていた。こうした政府は小さな政府、または安上がりな政府と呼ばれる。一方で19世紀に入ると各国政府内で、資格任用制によって選抜された専門的な官僚がピラミッド型の階層構造の組織の中で明確な規則と文書による指示の下職務を遂行する近代官僚制が成立した。また19世紀中期以降、衛生問題や貧富の格差、労働問題といった、民間の活動だけでは対応できない問題が噴出するようになり、これらの対応を政府が行うようになったことで、政府機能の拡大が始まった。さらに20世紀に入ると、先進国では参政権の拡大に伴って国家が国民の生存権の保障を志向するようになり、さまざまな社会保障が国民に提供される福祉国家化が進んだ。これに伴って政府の規模や権能は大幅に拡大し、多額の税収と多額の支出に支えられた大きな政府が主流となっていった。こうした国家では官僚が立法機能にも影響を持つようになり、いわゆる行政国家化も進行した。しかし1970年代以降、先進国の経済が停滞すると大きな政府の維持が困難になり、行政改革などによる政府機能のスリム化によって再び小さな政府が目指されるようになった。

### 経済における政府の機能
政府の経済的役割は、資源配分の調整（公共財・公共サービスの供給）、所得の再分配（累進課税・社会保障）、景気の安定化、の3つに分類される。
公共財は非競合性と非排除性という特徴を持ち、供給されればすべての人が利益を得られ排除することもできないため、料金を利用者から徴収することが困難であり、市場からの供給を期待することがむずかしい。このため、政府によって供給されることが一般的である。一方で公共財的性質を持つものでも民間によって供給されるものも存在し、どの公共財が政府によって供給されるかはさまざまである。しかし、政府による経済活動は競争原理が働きにくいため民間企業に比べ非効率的で高コストな運営となりやすく、20世紀末からはこうした公的企業を民営化して政府活動を縮小させる動きが全世界的に広がっている。
政府の活動は、収入（歳入）面と支出（歳出）面の両方で構成されており、どちらも経済全体の資源配分・所得分配に大きな影響を及ぼす。政府の支出は、教育・福祉などの政府消費と呼ばれるサービスと道路・港湾などの公共施設を建設する公共投資から構成されている。
政府の財源には、1）税金、2）国債、3）貨幣発行益、の3つがある。政府の収入の基本となるのは税収であり、政府は様々な税金を課すことにより、政府活動のための資金を確保する。
政府の仕事とは公共事業を除けば、大部分が消費である。また、税金と国債の違いは、いま税金を払うか将来税金を払うかという点だけであり、それ以上の違いはない。

## 政府の規模と質
経済全体に占める政府支出の割合はいずれの国家においても非常に大きい上に20世紀後半以降総体的に上昇を続けており、2010年代の政府支出はG7諸国においておおよそGDPの35％から50％を占めるまでになっている。政府職員が全労働力人口に占める割合は2017年時点で多くの国で10％から20％程度となっているものの、ノルウェーのように30％を超える国や、逆に日本のように中央政府・地方政府を併せてもわずか5％にしかならない国も存在する。日本の場合、1960年代末以降国家公務員は90万人前後で一定となり、代わって都道府県や市町村といった地方政府の職員数が増大していったが、1980年ごろを境に頭打ちとなり、2000年以降は中央政府・地方政府ともに大幅に減少した。特に2000年代に入ると、それまでほぼ一定だった国家公務員数が、2004年の国立大学の法人化と2007年の郵政民営化によって合わせて約41万人も減少し、従来から低かった全労働力人口内の公務員率がさらに低くなった。

## 日本の場合
明治維新前後に絞った文脈では、旧江戸幕府と対比する文脈などで、明治期の日本の新政府を指すときには「明治政府」と呼ばれることがある。

## 政府承認
ある国家において政府が交代した場合、基本的には諸外国はそれを自動的に承認する。しかしクーデターなどで非合法な政府交代が行われた場合は、その政府を承認するか否かが問われる場合がある。
また、旧政府と新政府の間での争いが続き、支配が拮抗している場合、どちらか一方の政府を承認することは内政干渉にあたるが、一地方に退いた旧政府をそのまま国土全域の政府として承認し続けることもまた内政干渉を構成する。
このため、政府承認そのものを内政干渉と見なして撤廃し、国家の承認に一本化する国家も存在するが、日本を含め多くの国家はこの立場を取っていない。